# Go-Kōmyō

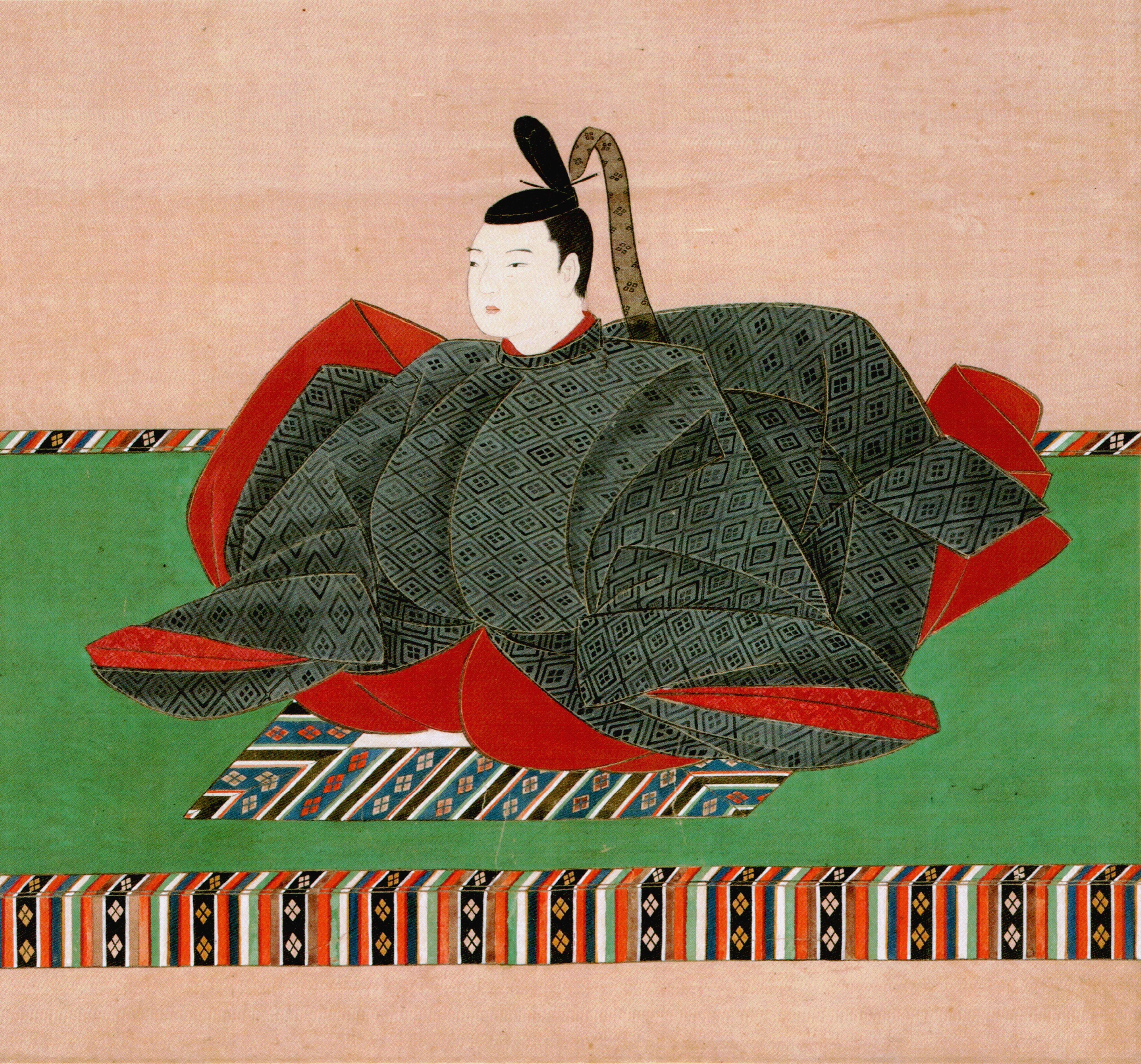
Go-Kōmyō

Go-Kōmyō (jap. 後光明天皇, -tennō; * 20. April 1633; † 30. Oktober 1654) war der 110. japanische Tennō, der vom 14. November 1643 bis 30. Oktober 1654 regierte. Die eigentliche Macht lag jedoch bei den Tokugawa-Shōgunen.
Nach seinem Tod bestieg sein Bruder Go-Sai den Thron.